# 卷葉鳳尾蘚
卷葉鳳尾蘚（学名：Fissidens dubius）为鳳尾蘚科鳳尾蘚屬下的一个种。

## 扩展阅读
- 維基物種上的相關：卷葉鳳尾蘚